# Jesús Fichamba
Jesús Humberto Fichamba Vásquez (Otavalo, Imbabura, 7 de febrer de 1947-Guayaquil, Guayas, 26 d'abril de 2021) va ser un reconegut cantant indígena equatorià, conegut per la seva participació al XIV Festival de l'OTI en 1985 en representació de l'Equador.

## Biografia

### Vida personal
Va néixer en Peguche, Otavalo, el 7 de febrer de 1947 fill de José Manuel Fichamba i Josefina Vásquez. Originalment, va voler ser boxador però després de guanyar per KO en una baralla de boxa a Ambato, va sofrir un accident de trànsit que va afectar la seva columna i va acabar inclinant-se per la música.

## Carrera musical

### Començament
Va iniciar la seva vida artística a Guayaquil, l'any 1969 i el 1970 va guanyar 500 sucres en un festival del cantó Milagro. va gravar el seu primer disc titulat Fichamba Internacional. Va ser membre del grup d'Aladino, amb els qui va fer la seva primera aparició el 15 de novembre de 1984 en el programa Chispazos.

### Festival OTI de la Cançó
En 1985 va gravar el seu segon disc anomenat Soñando. També va guanyar el primer lloc del Festival OTI capítol l'Equador per a representar al país a Espanya, per la qual cosa Luis Padilla, va compondre una cançó perquè Fichamba la interpretés commemorant els 500 anys del descobriment d'Amèrica encara que per a això encara faltaven 7 anys ja que aquest succés va ser en 1492. El 21 de setembre de 1985 va participar al XIV Festival de l'OTI realitzat a Espanya, vestit de ponxo i espardenyes, va interpretar La Pinta, la Niña y la Santa María, tema atorgat per Luis Padilla compositor de la lletra i la música, arranjaments musicals Gustavo Pacheco; segons consta al Registre de l'Institut Nacional de Propietat Intel·lectual IEPI, en l'actualitat SENADI. La seva participació igual que les de Puerto Rico i Mèxic va ser ovacionada pel públic. Al final va obtenir el segon lloc en un empat al costat del representant de l'Argentina, Marcelo Alejandro. El primer lloc va ser obtingut per la cançó representant de Mèxic, “El fandango aquí”, del folklorista Marcial Alejandro, i interpretada per Eugenia León, el tercer lloc va ser obtingut per Xile. En 1989 Fichamba va tornar a concursar en la OTI aquesta vegada celebrat a Miami USA, i sense ocupar cap lloc, i on va tornar a guanyar Mèxic. Después del festival va ser invitat a diversos programes, Noches Viejas de Madrid, entre altrrs.

### Carrera posterior al Festival OTI

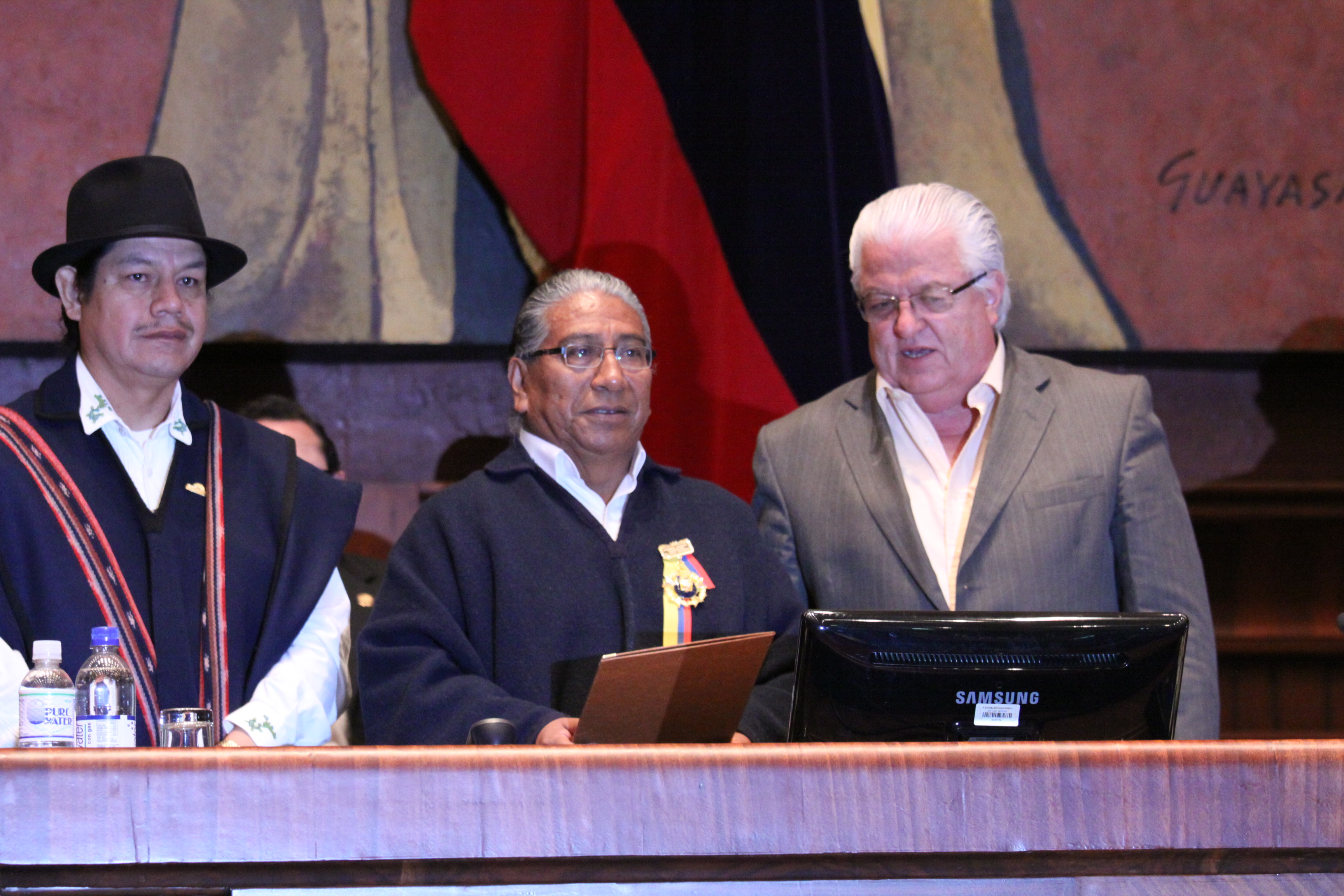
Jesús Fichamba condecorat per l'Assemblea Nacional el 2011.

Entre 1990 i 2000 es va mantenir promocionant a nivell internacional, en diverses fires i festivals artístics, i es va dedicar al seu negoci de venda de calçat en la badia, sector comercial de la ciutat de Guayaquil cada vegada que tornava a l'Equador. En 1992 va participar novament al Festival OTI amb el tema Una canción para dos mundos. Es va establir a Palma des de l'any 2003 fins als seus últims anys i era propietari d'un cibercafé.

### Homenatges i reconeixements
El setembre de 2010, en commemorar-se 25 anys de la seva participació al Festival OTI de la Cançó, va rebre una placa commemorativa per part de l'ambaixada de l'Equador a Espanya. El 5 d'abril de 2011 la Assemblea Nacional de la República de l'Equador li va atorgar la condecoració “Dr. Vicente Rocafuerte” al mèrit cultural per la seva carrera musical i per la participació en el Festival OTI de 1985 i 1992. El 17 de febrer de 2012 va ser homenatjat per la Casa de la Cultura Equatoriana, Nucli d'El Oro en la Cambra d'Indústries d'El Oro.

## Defunció
El 14 d'abril de 2021 va ser internat en la unitat de vigilància intensiva del Hospital Teodoro Maldonado Carbo de Guayaquil a causa de la COVID-19. No obstant això, no va aconseguir recuperar-se d'aquesta malaltia i va morir 12 dies després, el matí del 26 d'abril de 2021 a l'edat de 74 anys. Les seves restes van ser sepultades el mateix dia del seu decés, al Camposanto Parque de la Paz de la parròquia La Aurora, al cantó Daule.